# تالييسن

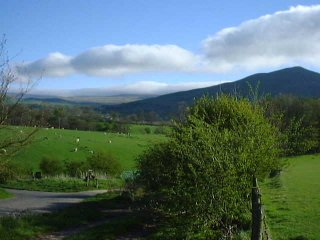
وادي نهر إيدن بين آبلبي وبنريث في كومبريا، وهي المنطقة التي توصف بأنها قلب إقليم ريغيد في قصائد تالييسن.

تالييسن (بالويلزية: Taliesin) هو شاعر بريطاني عاش في القرن السادس الميلادي زمن بريطانيا بعد الرومانية وبقيت أعماله في كتاب تالييسن، وهو مخطوط باللغة الويلزية الوسطى. كان تالييسن شاعرا شهيرا ويعتقد أنه غنى في بلاطات ثلاثة ملوك بريطانيين.
حدد الباحث إيفور ويليامز أحد عشر قصيدة من القرون الوسطى نسبت إلى تالييسن قد يعود أصلها إلى بدايات القرن السادس، ويحتمل أن تكون من تأليف شخصية تالييسن التاريخية. يمدح الجزء الأكبر من عمله الملك أورين من ريغيد وابنه أوين ماب أورين، رغم أن العديد من القصائد تشير إلى أنه كان شاعرا في بلاط الملك بروخفيل إسغيثروغ من بويس وخليفته كينان غاروين، وذلك إما قبل مجيئه إلى بلاط أورين أو خلال تلك الفترة. بعض الأحداث التي أشارت إليها القصائد، مثل معركة أرفديريد (حوالي 573)، ذكرت في مصادر أخرى.
يشار إلى تالييسن في الشعر الويلزي القديم بلقب «تالييسن زعيم الشعراء» Taliesin Ben Beirdd. وقد تم ذكره كأحد خمسة شعراء بريطانيين مشهورين في كتاب تاريخ البريطانيين بقلم جيفري مونماوث، إلى جانب مع تالهايرن تاد أوين، أنيرين، بلوخفارد، كيان غوينيث غواود، وذكر أيضا في مجموعة من القصائد المعروفة باسم Y Gododdin. حظي تالييسن بتقدير كبير في منتصف القرن الثاني عشر باعتباره المؤلف المفترض لعدد كبير من الأساطير الرومانسية.
تذكر الأساطير أنه تم تبنى تالييسن وهو طفل على يد الأمير إلفين بن غويذنو غارانير، وأنه تنبأ بوفاة الملك مالغون غوينيذ بالحمى الصفراء. أصبح تالييسن بطلا أسطوريا في العديد من القصص، وكان رفيق الملك بران والملك آرثر. سجلت سيرة حياته التي وردت في الأساطير في عدد من السجلات اللاحقة، وأقدم رواية كاملة عنه الآن موجودة في سجل عن تاريخ العالم بقلم المؤرخ إليس غروفيد في القرن السادس عشر.

## السيرة
تفاصيل حياة تالييسن قليلة. أول ذكر له جاء في الأنساب الساكسونية الملحقة بأربعة مخطوطات من كتاب تاريخ البريطانيين. يسمي الكاتب خمسة شعراء، من بينهم تالييسن، عاشوا في عهد إيدا ملك برنيسيا (القرن السادس الميلادي) والقائد البريطاني دوتيغرن. كما ذكره الشاعر البريطاني أنيرين.
ينسب إلى تالييسن تأليف عدة قصائد في مديح أورين ملك ريغيد (توفي 590)،  والقصائد هذه تذكر وادي نهر إيدن وقائد الأعداء فلاموذين Fflamddwyn ،  الذي حدّده المؤرخون مع إيدا ملك برنيسيا أو ابنه ثيودريك. تشير هذه القصائد إلى انتصارات أورين في معارك أرغود لويفان ونهر كلايد وغوين استراد. كما غنى تالييسن في مدح كينان غاروين، ملك مملكة باويس في ويلز، وذكر سلفه بروخويل إيسغيثروغ أيضا في قصائد لاحقة.
وفقا للأساطير التي ظهرت في كتاب تالييسن، فإن راعيه الأول إلفين ابن غويذنو غارانير، الذي كان سيدا على أرض ضائعة تدعى كانترير غوالود في خليج كارديغان، وهجا عدوه القوي الملك مالغون غوينيذ، قبل فترة وجيزة من وفاة الأخير (ربما في 547 م).
كما تذكر الثلاثيات الويلزية أن تالييسن أنجب ابنًا يدعى أفاون، وكان محاربًا شديدًا، ويحتمل أنه مات في لوثيان. تذكر الحكايات أن قبر تالييسن موجود قرب قرية تري تالييسن بالقرب من لانغينفيلي ويدعى بيد تالييسن، لكن هذا القبر يرجع إلى العصر البرونزي، كما أن القرية لم تسمى على الشاعر بل سميت في القرن التاسع عشر على هذا القبر.

## الحكايات الأسطورية
ظهرت حكايات مفصلة عن سيرة تالييسن منذ القرن الحادي عشر. سجل المؤرخ إليس غروفيذ من القرن السادس عشر قصة أسطورية عن تالييسن تشبه قصة البطل الأيرلندي فين ماك كول وسلمون الحكمة.
تذكر قصة أخرى أن اسمه الأصلي كان غويون باخ. وكان خادما للساحرة كيريدوين وأُجبرته على تقليب مرجل الإلهام لمدة عام كامل حتى تتمكن الساحرة من إكمال إكسير الإلهام. بعد الانتهاء من إعداد الإكسير، انبثقت ثلاث قطرات على إبهام غويون باخ. وضع غويون باخ ابهامه في فمه ليسكّن الألم، فشرب القطرات وأصبح مثقفا. خاف غويون باخ من انتقام كيريدوين، فهرب وتحول إلى حبة قمح، قبل أن تأكله كيريدوين، ثم ولد منها وأخذ اسم تالييسن.
تذكر هذه القصص أيضا أن تالييسن كان ابن إلفين أب غويذنو بالتبني، وهو الذي أعطاه اسم تالييسن، والذي يعني «الحاجب المشع»، وأصبح إلفين لاحقًا ملكًا على إقليم كيريديغيون في ويلز. تقول الأسطورة أن تالييسن تربى بعد ذلك في بلاط الملك في أبرديفي وأنه زار الملك مالغون غوينيد (عمّ إلفين) في سن الثالثة عشرة، وتنبأ بموت مالغون. وهناك عدد من القصائد المنسوبة إلى تالييسن تلمح إلى هذه الأسطورة، ولكنها تعود إلى ما بعد زمن الشاعر بكثير.
ارتبط تالييسن لاحقا مع حكايات الملك آرثر، وربما تعود هذه الفكرة إلى قصة كولوخ وأولوين، التي قد تعود إلى القرن الحادي عشر. تم توسيع هذه الفكرة في الشعر الإنجليزي الحديث، مثل كتاب «رعويات الملك» لتينيسون وكتاب «تاليسن عبر لوغرس» بقلم تشارلز ويليامز. لكن هذا أيضا يتناقض مع مصادر العصور الوسطى، حيث تقول أن تالييسن التاريخي عاش في النصف الأخير من القرن السادس، في حين أن المؤرخين يضعون حكم آرثر بين انتصاره في مونس بادونيكوس في حوالي العام 500 م، ووفاته أو اختفائه بعد معركة كاملان عام 532 (حسب الحوليات الويلزية) أو عام 542 (حسب تاريخ ملوك بريطانيا). كما يظهر تالييسن أيضا كمرافق للملك بران المبارك، بهذا فقد تم وضعه كشخصية أسطورية عاشت في أزمنة مختلفة.
ادّعت مخطوطة كتبها ملفق في القرن الثامن عشر يدعى يولو مورغانوغ، أنه كان ابن القديس هينوغ من لانهينوك. لكن هذا يتعارض مع التقاليد الأخرى. ويقال إنه تلقى تعليمه في مدرسة كاتوج في لانفيثين في غلامورغان، والتي درس فيها أيضا المؤرخ غيلداس. قبض عليه القراصنة الأيرلنديين وهو صغير، ويقال إنه نجا بأن استخدم ترسا خشبيا كقارب. وحطّ على سد مائي يخص إلفين، أحد أبناء أورين (إلا أن جميع المصادر الويلزية القروسطية تذكر أن والد إلفين كان يدعى غويذنو غارانير). جعله أورين معلم إلفين وأعطاه أملاكا. ولكنه دخل بلاط أورين وأصبح أهم شعرائه، وتبعه في حروبه وكتب عن انتصاراته. 

## التأثيرات

### الأدب
يظهر اسم تالييسن (بتهجئة Taliessin)، في كتاب غزليات ملك يقلم ألفريد تينيسون. كما اتخذ الشاعر الويلزي الحديث جون ديفيز من دنبيشاير (1841-1894) اسم فنيا هو تالييسن هيراثوغ.
يظهر تالييسن كشخصية في رواية توماس لوف بيكوك الرومانسية الساخرة بعنوان «مصائب إلفين» The Misfortunes of Elphin من عام 1829، حيث تم العثور عليه هو طفل يطفو في زروق من قبل بطل الرواية «إلفين».
كما ظهر في عدد من الأعمال والروايات التجارية الحديثة التي تمزج بين التاريخ وأسطورة آرثر، بما في ذلك ظهوره المطول في سلسلة «وقائع أمير الحرب» بقلم برنارد كورنويل، ونسيج فيونافار بقلم جاي جافريل كاي. وهو أيضا شخصية مركزية في رواية مونهارت بقلم تشارلز دي لينت. كما يظهر بدور الشاعر الرئيسي لمملكة بريدين في روايات الأطفال التي ألفها لويد ألكسندر والمبنية على حكايات مابينوغيون الويلزية.

### الهندسة المعمارية
قام المهندس المعماري الأمريكي، فرانك لويد رايت، بتسمية منزله والاستوديو الخاص به في ويسكونسن باسم تالييسن، وبتسمية منزله والاستوديو الخاص به بالقرب من سكوتسديل في أريزونا باسم تالييسن وست. يذكر أن أم رايت، وتدعى آنا لويد جونز، هي ويلزية المولد.

### موسيقى كلاسيكية
كتب الملحن الكلاسيكي النرويجي مارتين رومبيرج كونشرتو على ألتو ساكسفون وأوركسترا في ثمانية أجزاء مقتبس من الحكاية بعنوان «حكاية تالييسن». تم عرض الكونشرتو لأول مرة في عام 2009 من قبل جمعية الأوركسترا الأكاديمية في غوتنغن، مع عازف الساكسفون النرويجي أولا أسدال روكونس بعزف منفرد. تم نشر العمل بعدها في جامعة بيودوت في باريس وعزفته ميتيلساشيش فيلهارموني، وأوركسترا سينفونيا الشمالية في سانت بطرسبرغ وأوركسترا نيجني نوفغورود فيلهارمونيك، والأخيرتان قادهما ماسترانجيلو.